# Рязанский военный автомобильный институт

Главные ворота и корпус «А»

Ряза́нский вое́нный автомоби́льный институ́т и́мени генера́ла а́рмии В. П. Дубы́нина (РВАИ) — старейшее в России высшее военное учебное заведение, готовившее офицерские кадры для автомобильных войск с 1940 по 2010 год, располагавшееся в городе Рязани.
За 70 лет существования институт выпустил более 27 тысяч высококвалифицированных специалистов автомобильной службы, 14 из них были удостоены высшей военной награды — звания Героя Советского Союза и Российской Федерации, 69 выпускников стали генералами.

## История

### Образование училища
Согласно директивам Генерального штаба Красной Армии № 04/2/103007 от 2 января 1940 года и Военного совета Орловского военного округа № 007523 от 4 марта 1940 года было создано Орджоникидзеградское военно-пехотное училище для подготовки командиров стрелковых и пулемётных взводов в городе Орджоникидзеграде, со сроком обучения курсантов в 2 года.
Непосредственное формирование училища проходило в период с 10 марта по 11 апреля 1940 года.
С увеличением количества автомобильной техники в вооружённых силах и недостатке специалистов для квалифицированной её эксплуатации приказом Народного Комиссара обороны СССР от 28 марта 1941 года училище из пехотного было преобразовано в Орджоникидзеградское автомобильно-мотоциклетное училище.

### Предвоенный период
В связи с возросшей опасности нападения нацистской Германии на СССР было принято решение о сокращении сроков обучения в училище и накануне Великой Отечественной войны состоялся первый выпуск командиров. Красная Армия получила 794 молодых лейтенантов командиров стрелковых и пулемётных взводов. Почти все выпускники убыли в западные приграничные районы страны и через несколько дней уже приняли участие в боях против вторгшейся армии Германии.

### Училище в годы Великой Отечественной войны
В августе 1941 года с приближением линии фронта к Орджоникидзеграду Военный Совет Орловского военного округа принял решение о передислокации училища в город Острогожск Воронежской области. В октябре 1941 года линия фронта приблизилась и к Острогожску. Распоряжением Генерального штаба Красной Армии училище было вновь передислоцировано в город Минусинск Красноярского края. Передислокация была полностью завершена 11 декабря 1941 года.
4 мая 1942 года училище произвело третий выпуск командиров в количестве 399 человек. Этот выпуск стал первым по автомобильной специальности. 26 мая 1943 года приказом Военного совета Сибирского военного округа № 0806 Орджоникидзеградское автомобильно-мотоциклетное училище было преобразовано в Орджоникидзеградское военное автомобильное училище.
Распоряжению Генерального штаба Красной Армии в июне 1943 года училище было передислоцировано на базу ликвидированного 138 Болховского пехотного полка в город Рязань.
В трудных условиях военного времени, вызвавших сокращение сроков обучения и трёхкратную передислокацию, училище успешно справилось с поставленными перед ним задачами. За время Великой Отечественной войны было подготовлено 5075 командиров автомобилистов и мотоциклистов, которые участвовали в боях на всех фронтах войны.

Памятник, посвящённый вручению ордена Красной Звезды Рязанскому высшему военному автомобильному училищу.

10 августа 1944 года состоялось вручение училищу Красного знамени нового образца, утверждённого Указом Президиума Верховного Совета СССР от 24 декабря 1942 года.

### Послевоенный период
31 марта 1946 года директивой Генерального штаба Красной Армии № орг.7/245754 Орджоникидзеградское военное автомобильное училище училище переименовано в 1-е военное автомобильное и перешло на трёхгодичное обучение курсантов. Больше времени стало уделяться практическим полевым занятиям не только по общевойсковым предметам обучения, но и по организации ремонта и эвакуации автомобильной техники в полевых условиях.
20 ноября 1960 года приказом Главнокомандующего Сухопутными войсками № 076 училище было переименовано в Рязанское военное автомобильное училище.
За большие заслуги в деле подготовки высококвалифицированных офицерских кадров в период Великой Отечественной войны и послевоенное время, указом Президиум Верховного Совета СССР от 18 мая 1965 года училище было награждено орденом Красной Звезды.

Главный плац

5 октября 1965 года выпускник училища — Герой Советского Союза гвардии старший лейтенант С. И. Полежайкин был навечно зачислен в его списки.
Приказом министра обороны СССР от 31 июля 1968 года № 019, училище было преобразовано в высшее и стало называться Рязанское высшее военное автомобильное командное ордена Красной Звезды училище. Срок обучения курсантов достиг четырёх лет.
В соответствии с приказом министра обороны СССР от 23 мая 1973 года № 090 и директивой Генерального штаба Вооружённых Сил СССР от 16 июля 1974 года № 314/10/0710 училище было переведено на инженерный профиль обучения со сроком обучения 5 лет и стало называться Рязанское высшее военное автомобильное инженерное ордена Красной Звезды училище.
В 1994 году в соответствии с постановлением Правительства Российской Федерации от 26 марта 1994 года № 234 и приказом Министра обороны Российской Федерации от 18 мая 1994 года № 159 училище преобразовано в Военный автомобильный институт.

## Музей военной автомобильной техники
Постановлением Правительства Российской Федерации от 1 июня 1994 г. «О подготовке к празднованию 50-летия Победы советского народа в Великой Отечественной войне над фашистской Германией», а также в рамках празднования 900-летия Рязани по инициативе преподавателей и учащихся на территории института был создан музей военной автомобильной техники, который был открыт для посещения 9 мая 1995 года.

## Реформа института

Кампус Военного автомобильного института

6 ноября 1998 года приказом Министра обороны Российской Федерации № 072 в состав института в качестве факультета было включено Уссурийское высшее военное автомобильное командное училище.
20 октября 2003 года в соответствии с распоряжением Правительства Российской Федерации от 17 сентября 2003 года № 1350-Р и приказом Министра обороны Российской Федерации от 20 октября 2003 года № 367 Рязанскому военному автомобильному институту было присвоено имя генерала армии В. П. Дубынина.
9 августа 2004 года Уссурийский автомобильный факультет был преобразован в Дальневосточный высший военный автомобильный институт.
В соответствии с приказом Министра обороны Российской Федерации от 14 мая 2005 года за мужество, воинскую доблесть и высокую выучку, проявленные при выполнении заданий Министерства обороны Российской Федерации по подготовке высококвалифицированных кадров для Вооружённых Сил, отличные показатели в боевой подготовке, достигнутые успехи и значительный вклад в укрепление обороноспособности страны институт награждён Вымпелом Министра обороны Российской Федерации. Вымпел был вручен в торжественной обстановке в День военного автомобилиста — 29 мая 2005 года начальником вооружения и военной техники — заместителем Министра обороны Российской Федерации по вооружению генералом армии А. М. Московским.
12 июня 2007 года указом Президента Российской Федерации в ознаменовании Дня России и выпуска молодых специалистов автомобильной службы начальником вооружения и военной техники генералом армии Н. Е. Макаровым институту было вручено Боевое Знамя нового образца.
Решением начальника Главного автобронетанкового управления Министерства обороны Российской Федерации генерал-полковником В. А. Полонским от 29 апреля 2007 года День института совмещён с Днём военного автомобилиста и отмечается ежегодно, 29 мая.

## Закрытие института
В феврале 2010 года Рязанский военный институт им. В. П. Дубынина был преобразован в автомобильный факультет Рязанского высшего воздушно-десантного командного училища имени генерала армии В. Ф. Маргелова.
Автомобильные факультеты института в Рязани и Челябинске были переведены в Омск, на базу Омского танкового инженерного института имени Маршала Советского Союза П. К. Кошевого.
26 августа 2010 года на плацу института состоялось прощание с боевым знаменем. 30 августа последние курсанты-автомобилисты отправились в Омск.
После этого кампус института использовался внебюджетным факультетом коммуникаций и автомобильного транспорта Рязанского высшего воздушно-десантного командного училища.
На территории бывшего автомобильного института расположился музей, располагавшийся в закрытом в 2011 году Рязанском высшем военном командном училище связи.
27 мая 2023 года в сквере напротив второй территории десантного училища (улица Военных автомобилистов, дом 12) был открыт мемориальный знак в память о военном автомобильном институте.

## Начальники института
Орджоникидзеградского военно-пехотного училища:
- апрель — июль 1940 — Полковник А. Н. Нечаев

Орджоникидзеградского автомобильно-мотоциклетного училища:
- апрель — июль 1941 — Полковник А. Н. Нечаев
- июль 1941 — сентябрь 1942 — Комбриг И. Д. Трусевич
- сентябрь 1942 — июнь 1943 — Полковник И. Р. Лашко

Орджоникидзеградского автомобильного военного училища:
- июнь 1943 — январь 1946 — Полковник И. Р. Лашко
- январь 1946 — март 1946 — Генерал-майор технических войск М. Л. Гориккер

1-го автомобильного военного училища:
- март 1946 — ноябрь 1950 — Генерал-майор технических войск М. Л. Гориккер
- ноябрь 1950 — сентябрь 1951 — гвардии генерал-майор Ф. С. Колчук

1-го Военного автомобильного училища:
- сентябрь 1951 — декабрь 1953 — гвардии генерал-майор Ф. С. Колчук
- декабрь 1953 — январь 1957 — Генерал-майор танковых войск Ф. Н. Раевский
- январь 1957 — ноябрь 1960 — Генерал-майор технических войск Л. Н. Страхов

Рязанского высшего военного автомобильного училища:
- ноябрь 1960 — май 1964 — Генерал-майор технических войск Л. Н. Страхов
- май 1964 — август 1971 — Генерал-майор С. Ф. Ковалёв
- август 1971 — март 1984 — Генерал-лейтенант-инженер В. Г. Павлов
- март 1984 — июнь 1990 — Генерал-лейтенант А. П. Редько
- июнь 1990 — май 1994 — Генерал-майор А. И. Веденеев

Рязанского военного автомобильного института:
- май 1994 — сентябрь 1999 — Генерал-майор А. И. Веденеев
- сентябрь 1999 — июль 2005 — Генерал-майор М. А. Невдах
- июль 2005 — август 2010 — Генерал-майор А. Н. Герасимов

## Известные выпускники
За годы своего существования институт подготовил более 27 тысяч высококвалифицированных специалистов автомобильной службы. 14 человек удостоены высшей правительственной награды — званий Героя Советского Союза и Героя Российской Федерации с вручением медали «Золотая Звезда». 8 человек удостоены почётных званий. Сотни выпускников за образцовое выполнение служебного долга мужество и героизм удостоены высоких наград. 69 выпускников стали генералами.
Среди выпускников института числятся генерал-полковник В. А. Полонский (начальник Главного автобронетанкового управления Министерства обороны Российской Федерации), генерал-лейтенант О. М. Дуканов (начальник управления федеральной службы безопасности по Ставропольскому краю), генерал-полковник Г. А. Каракозов (заместитель главнокомандующего Военно-Воздушных Сил по тылу), Министр обороны Грузии — генерал-лейтенант В. М. Надибаидзе.

### Герои Советского Союза
Выпускники института, которым было присвоено звание Герой Советского Союза:
- Старший лейтенант И. Е. Баранов (выпуск 1941 г.)
- Старший лейтенант С. И. Полежайкин (выпуск 1943 г.)
- Майор П. Н. Емельянов (выпуск 1941 г.)
- Капитан М. А. Бердышев (выпуск 1945 г.)
- Капитан Н. В. Бычков (выпуск 1945 г.)
- Лейтенант В. Ф. Тарасенко (выпуск 1945 г.)
- Капитан А. С. Лапушкин (выпуск 1946 г.)
- Майор Н. А. Федин (выпуск 1946 г.)
- Старший лейтенант Н. И. Шкулипа (выпуск 1946 г.)
- Майор В. М. Юхнин (выпуск 1946 г.)
- Майор И. В. Поляков (выпуск 1946 г.)
- Полковник Я. М. Котов (выпуск 1949 г.)
- Подполковник И. В. Кутурга (выпуск 1950 г.)

### Кавалеры Знака отличия СССР
- Генерал-лейтенант О. М. Дуканов (выпуск 1975 г.)
- Майор запаса А. П. Тамошюнас (выпуск 1979 г)
- Майор И. С. Лукосевич (выпуск 1980 г.)